# IWGP Global Heavyweight Championship
El IWGP Global Heavyweight Championship (Campeonato Global Peso Pesado de la IWGP, en español) es un próximo campeonato de lucha libre profesional, perteneciente a New Japan Pro-Wrestling (NJPW). "IWGP" es el acrónimo del organismo rector de NJPW, el International Wrestling Grand Prix (Gran Premio Internacional de Lucha Libre, en español).

## Historia
El 4 de noviembre de 2023, en el evento Power Struggle, después de que Will Ospreay defendiera el Campeonato Peso Pesado de los Estados Unidos de la IWGP contra Shota Umino en el evento principal, el líder del Bullet Club, David Finlay, destruyó tanto el cinturón original como el cinturón personalizado del Campeonato Peso Pesado del Reino Unido de la IWGP de Ospreay con un mazo después de atacarlo tanto a él, como al antiguo mentor de Umino, Jon Moxley de la empresa AEW, pactándose por tanto una lucha entre los tres en Wrestle Kingdom 18 por el título.
En una conferencia de prensa llevada a cabo el 6 de noviembre de 2023, Naoki Sugabayashi, chairman de NJPW, anunció que un nuevo campeonato sustituiría al Campeonato Peso Pesado de los Estados Unidos de la IWGP. El 11 de diciembre, finalmente se anunció el nombre dicho título, el Campeonato Global Peso Pesado de la IWGP, cuyo campeón inaugural sería el ganador de la lucha entre Will Ospreay, Jon Moxley y David Finlay en el evento Wrestle Kingdom 18 el 4 de enero de 2024.

## Campeones

### Campeón actual
El campeón actual es Gabe Kidd, quien se encuentra en su primer reinado como campeón. Kidd ganó el campeonato tras derrotar al excampeón Yota Tsuji el 15 de junio de 2025 en Dominion 6.15 in Osaka-jo Hall.
Kidd registra hasta el 28 de julio de 2025 las siguientes defensas televisadas:
1. vs. Hiroshi Tanahashi (4 de julio de 2025, New Japan Soul 2025)

### Lista de campeones
| N.º | Campeón      | Lucha                 | Lucha                          | Lucha          | Estadísticas | Estadísticas | Estadísticas      | Notas y referencias                                                           |
| N.º | Campeón      | Fecha                 | Evento                         | Ubicación      | Reinado      | Días         | Defensas exitosas | Notas y referencias                                                           |
| --- | ------------ | --------------------- | ------------------------------ | -------------- | ------------ | ------------ | ----------------- | ----------------------------------------------------------------------------- |
| 1   | David Finlay | 4 de enero de 2024    | Wrestle Kingdom 18             | Tokio, Japón   | 1            | 50           | 0                 | Derrotó a Jon Moxley y Will Ospreay para convertirse en el campeón inaugural. |
| 2   | Nic Nemeth   | 23 de febrero de 2024 | The New Beginning in Sapporo   | Sapporo, Japón | 1            | 71           | 1                 | [ 6 ]                                                                         |
| 3   | David Finlay | 4 de mayo de 2024     | Wrestling Dontaku              | Fukuoka, Japón | 2            | 245          | 4                 | [ 7 ]                                                                         |
| 4   | Yota Tsuji   | 4 de enero de 2025    | Wrestle Kingdom 19             | Tokio, Japón   | 1            | 162          | 4                 | [ 8 ]                                                                         |
| 5   | Gabe Kidd    | 15 de junio de 2025   | Dominion 6.15 in Osaka-jo Hall | Osaka, Japón   | 1            | 43+          | 1                 | [ 9 ]                                                                         |

### Total de días con el título
La siguiente lista muestra el total de días que un luchador ha poseído el campeonato, si se suman todos los reinados que posee. Actualizado a la fecha del 28 de julio de 2025.
| + | Indica al campeón actual |

| N.º | Campeón      | Reinados | Núm. defensas | Total de días |
| --- | ------------ | -------- | ------------- | ------------- |
| 1   | David Finlay | 2        | 4             | 295           |
| 2   | Yota Tsuji   | 1        | 4             | 162           |
| 3   | Nic Nemeth   | 1        | 1             | 71            |
| 4   | Gabe Kidd    | 1        | 1             | 43+           |